# Krysiaki
Krysiaki [pronunciación en polaco: /krɨˈɕaki/] es un pueblo en el distrito administrativo de Gmina Myszyniec, dentro del Distrito de Ostrołęka, Voivodato de Mazovia, en el centro-este de Polonia. Se encuentra aproximadamente 10 kilómetros al noreste de Myszyniec, 42 kilómetros al norte de Ostrołęka, y 139 kilómetros al norte de Varsovia.